# 쉬즈 더 원
쉬즈 더 원(非誠勿擾, If You Are The One)은 중국에서 제작된 펑샤오강 감독의 2008년 드라마, 멜로/로맨스 영화이다. 갈우 등이 주연으로 출연하였고 유염아 등이 제작에 참여하였다.

## 출연

### 주연
- 갈우
- 서기

### 조연
- 범위
- 방중신
- 비비안 수
- 호가
- 나해경
- 처샤오
- 허자이
- 궁신량
- 풍원정
- 이림
- 오일총

## 제작진
- 출품인: 왕동원
- 프로듀서: 왕중레이
- 프로듀서: 호효봉
- 조연출: 장장정
- 녹음: 왕단융
- 미술: 해중문
- 미술: 석해응
- 특수효과: 필 존스
- 의상: 문념중